# Nguyễn Lam
Nguyễn Lam (1921–1990) tên khai sinh là Lê Hữu Vị là một chính khách Việt Nam. Ông từng giữ nhiều chức vụ cao cấp trong chính quyền Việt Nam như Bí thư Trung ương Đảng, Bí thư Thành ủy Hà Nội, Phó Thủ tướng Chính phủ. Ông cũng là Bí thư thứ nhất đầu tiên của Trung ương Đoàn Thanh niên Cộng sản Hồ Chí Minh, được Nhà nước Việt Nam truy tặng Huân chương Sao Vàng năm 2007.

## Bước đầu hoạt động cách mạng
Ông tên thật là Lê Hữu Vị, sinh ngày 31 tháng 12 năm 1921 tại thôn Đại Cầu, xã Tiên Tân, huyện Duy Tiên (nay thuộc thành phố Phủ Lý), tỉnh Hà Nam. Xuất thân trong một gia đình nho giáo, năm 1937, ông thoát ly gia đình, hoạt động trong phong trào Đoàn Thanh niên Dân chủ Đông Dương. Sau khi chính phủ Mặt trận Bình dân (Pháp) sụp đổ, chính quyền thực dân đàn áp các phong trào đòi dân chủ tại Đông Dương, ông phải rút vào bí mật, hoạt động gây cơ sở cho Xứ ủy Bắc Kỳ tại Đồng bằng sông Hồng. Năm 1940, ông bị chính quyền thực dân Pháp bắt và kết án tù vì tội chống lại Nhà nước bảo hộ, giam ở Hỏa Lò, sau đó bị đày lên nhà tù Sơn La.
Thời gian ở Sơn La, ông được các cán bộ Cộng sản đang bị đày tại đây giáo dục văn hóa và được kết nạp vào Đảng Cộng sản Đông Dương năm 1943. Đầu năm 1945, sau khi ra tù, ông được Xứ ủy Bắc Kỳ bố trí làm "công tác đội", thực chất là việc xây dựng cơ sở và tập hợp lực lượng để chuẩn bị tổng khởi nghĩa.
Khi Cách mạng tháng 8 năm 1945 nổ ra, ông tham gia chỉ đạo cướp chính quyền ở Phúc Yên, Bắc Ninh. Năm 1946, Toàn quốc kháng chiến, ông được phân công giữ chức Bí thư Tỉnh ủy Nam Định, Ninh Bình. Tháng 9 năm 1947, Khu 14, gồm các tỉnh Lai Châu, Sơn La, một phần Hòa Bình và Phú Thọ, được thành lập, ông được chỉ định làm Bí thư Khu ủy. Đến tháng 2 năm 1948, Khu 14 hợp nhất với Khu 10 thành Liên khu 10, ông được điều sang công tác tại Ban Dân vận Trung ương. Trong thời gian này ông hoạt động tại vùng Xuân Trường, Nam Định và ông ở tại Phố Ngọc Tiên (Ngọc Cục), Xuân Trường.

## Trở thành thủ lĩnh thanh niên
Bấy giờ, do điều kiện lịch sử, nhiều tổ chức thanh niên do Đảng Cộng sản Đông Dương thành lập cùng hoạt động song song. Ngày 28 tháng 9 năm 1948, Ban Thường vụ Trung ương có Chỉ thị gửi các cấp bộ Đảng "Về việc củng cố Thanh niên Cứu quốc, phát triển Đoàn thanh niên Việt Nam để thống nhất Mặt trận thanh niên". Tháng 6 năm 1949, Hội nghị Thanh vận của Đảng được tổ chức tại Việt Bắc, do ông Hoàng Quốc Việt chủ trì. Tại Hội nghị này, một quyết định thành lập Ban Chấp hành Đoàn Thanh niên Cứu quốc Trung ương được đưa ra, Nguyễn Lam được chỉ định làm Trưởng tiểu Ban thanh vận Trung ương đồng thời là Bí thư Ban Chấp hành Trung ương Đoàn Thanh niên Cứu quốc Việt Nam.
Ngày 7 tháng 2 năm 1950, Đại hội Đại biểu toàn quốc lần thứ nhất Đoàn Thanh niên Cứu quốc được tổ chức tại xã Cao Vǎn, huyện Đại Từ, tỉnh Thái Nguyên với hơn 400 đại biểu từ Lạng Sơn đến mũi Cà Mau tham dự, do ông Hoàng Quốc Việt thay mặt Ban Thường vụ Trung ương Đảng trực tiếp chỉ đạo Đại hội. Tại Đại hội, Nguyễn Lam đã đọc bản báo cáo chính trị nhan đề "Chiến đấu và xây dựng tương lai". Đại hội quyết định thống nhất các tổ chức thanh niên dưới sự lãnh đạo của Đảng Lao động Việt Nam thành Đoàn Thanh niên Cứu quốc Việt Nam và bầu ra Ban Chấp hành mới. Ông chính thức được bầu làm Bí thư Trung ương Đoàn Thanh niên Cứu quốc Việt Nam
Sau khi tiếp quản Hà Nội, tháng 9 năm 1955, Bộ Chính trị Ban Chấp hành Trung ương Đảng Lao động Việt Nam quyết định đổi tên Đoàn Thanh niên Cứu quốc Việt Nam thành Đoàn Thanh niên Lao động Việt Nam. Tại Đại hội toàn quốc lần thứ hai của Đoàn Thanh niên Cứu quốc Việt Nam, được tổ chức ngày 25 tháng 10 năm 1956 tại Hà Nội, Đoàn đã chính thức đổi sang tên mới, và Nguyễn Lam được bầu làm Bí thư thứ nhất Ban Chấp hành Trung ương Đoàn Thanh niên Lao động Việt Nam.
Tháng 9 năm 1960, ông được bầu vào Ban Chấp hành Trung ương Đảng Lao động Việt Nam. Tại Đại hội Đoàn toàn quốc lần thứ ba, tổ chức ngày 23 tháng 3 nǎm 1961 tại Hà Nội, ông tiếp tục tái đắc cử vào chức vụ Bí thư thứ nhất Ban Chấp hành Trung ương Đoàn Thanh niên Lao động Việt Nam. Đại hội này cũng thông qua đề nghị của ông về việc lấy ngày 26 tháng 3 năm 1931 làm ngày truyền thống của Đoàn.

## Tham gia công tác Trung ương
Tuy nhiên, năm 1962, ông được điều sang tham gia Thành ủy Hà Nội và được bầu là Bí thư Thành ủy Hà Nội vào năm 1963. Ông Vũ Quang thay ông trong chức vụ Bí thư thứ nhất Trung ương Đoàn.
Năm 1968, ông được điều về làm Bí thư Đảng đoàn Bộ Công nghiệp, Thứ trưởng Bộ Công nghiệp. Tháng 12 năm 1969, ông được bổ nhiệm làm Phó Chủ nhiệm Ủy ban Kế hoạch Nhà nước, hàm Bộ trưởng. Tháng 6 năm 1973, ông giữ chức Chủ nhiệm Ủy ban Kế hoạch Nhà nước.
Tháng 3 năm 1974, một lần nữa ông được điều về làm Bí thư Thành ủy Hà Nội. Năm 1976, ông tái đắc cử vào Ban Chấp hành Trung ương Đảng Cộng sản Việt Nam và được bầu vào Ban Bí thư Trung ương Đảng Cộng sản Việt Nam. Năm 1977, ông được phân công giữ chức Trưởng ban Công nghiệp Trung ương.
Tháng 2 năm 1980, ông được bổ nhiệm làm Phó Thủ tướng, kiêm Chủ nhiệm Ủy ban Kế hoạch Nhà nước.
Tháng 3 năm 1982, ông tái đắc cử Bí thư Trung ương Đảng Cộng sản Việt Nam khóa V, được phân công giữ chức Trưởng ban Kinh tế Trung ương. Một tháng sau, ông thôi nhiệm Phó Thủ tướng, kiêm Chủ nhiệm Ủy ban Kế hoạch Nhà nước để tập trung vào công tác Đảng.
Tại Đại hội Đảng Cộng sản Việt Nam VI, ông không tham gia ứng cử và nghỉ hưu hẳn. Ông qua đời 4 năm sau đó vào năm 1990 và được Nhà nước Việt Nam truy tặng Huân chương Sao Vàng vào năm 2007.